# Psammotettix striatus
Psammotettix striatus är en insektsart. Psammotettix striatus ingår i släktet Psammotettix och familjen dvärgstritar.

## Underarter
Arten delas in i följande underarter:
- P. s. flavipennis
- P. s. obtusiceps
- P. s. pallidus
- P. s. divergens
- P. s. varipennis